# Pseudokrater

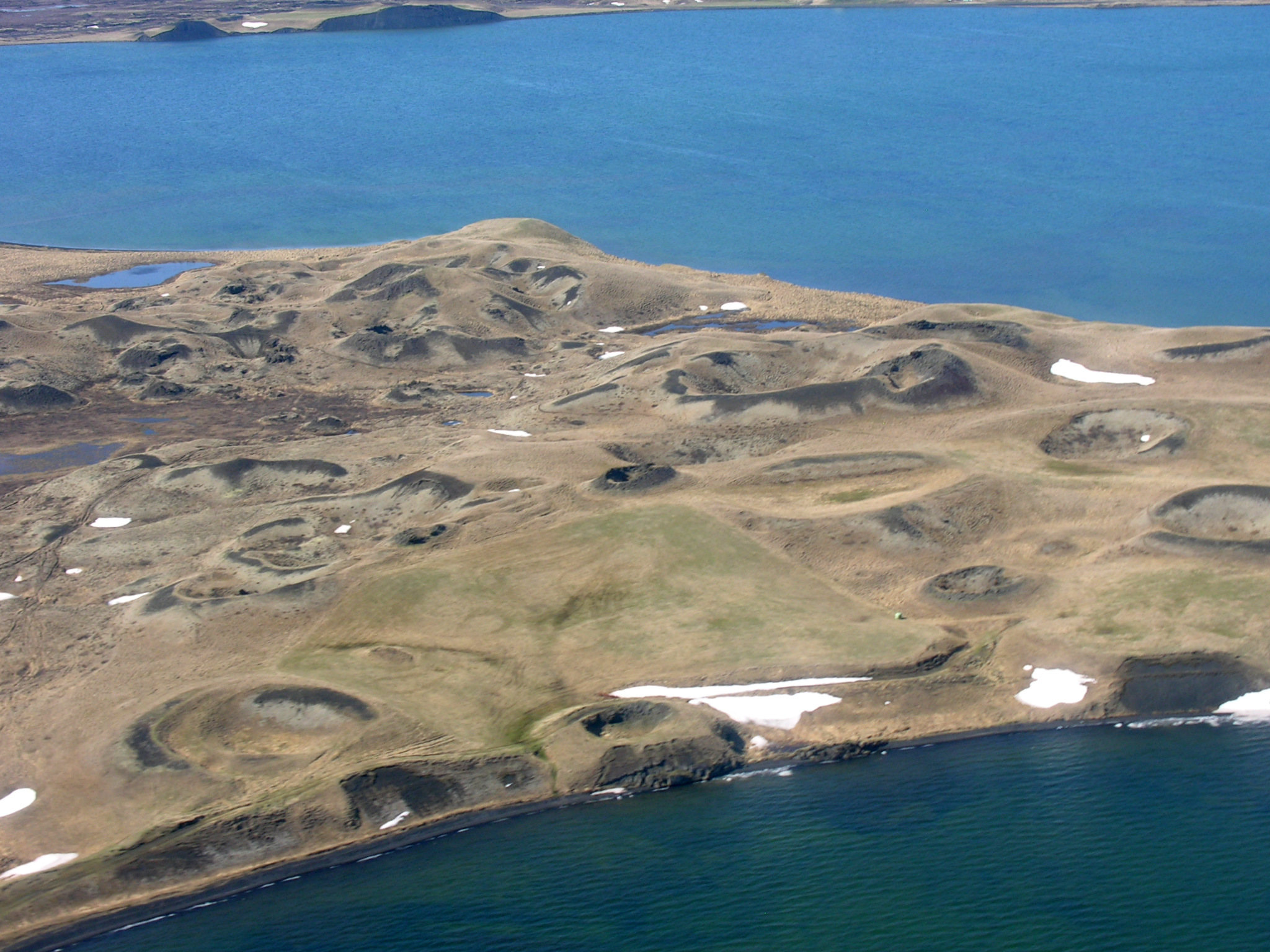
Pseudokraters bij Mývatn op IJsland

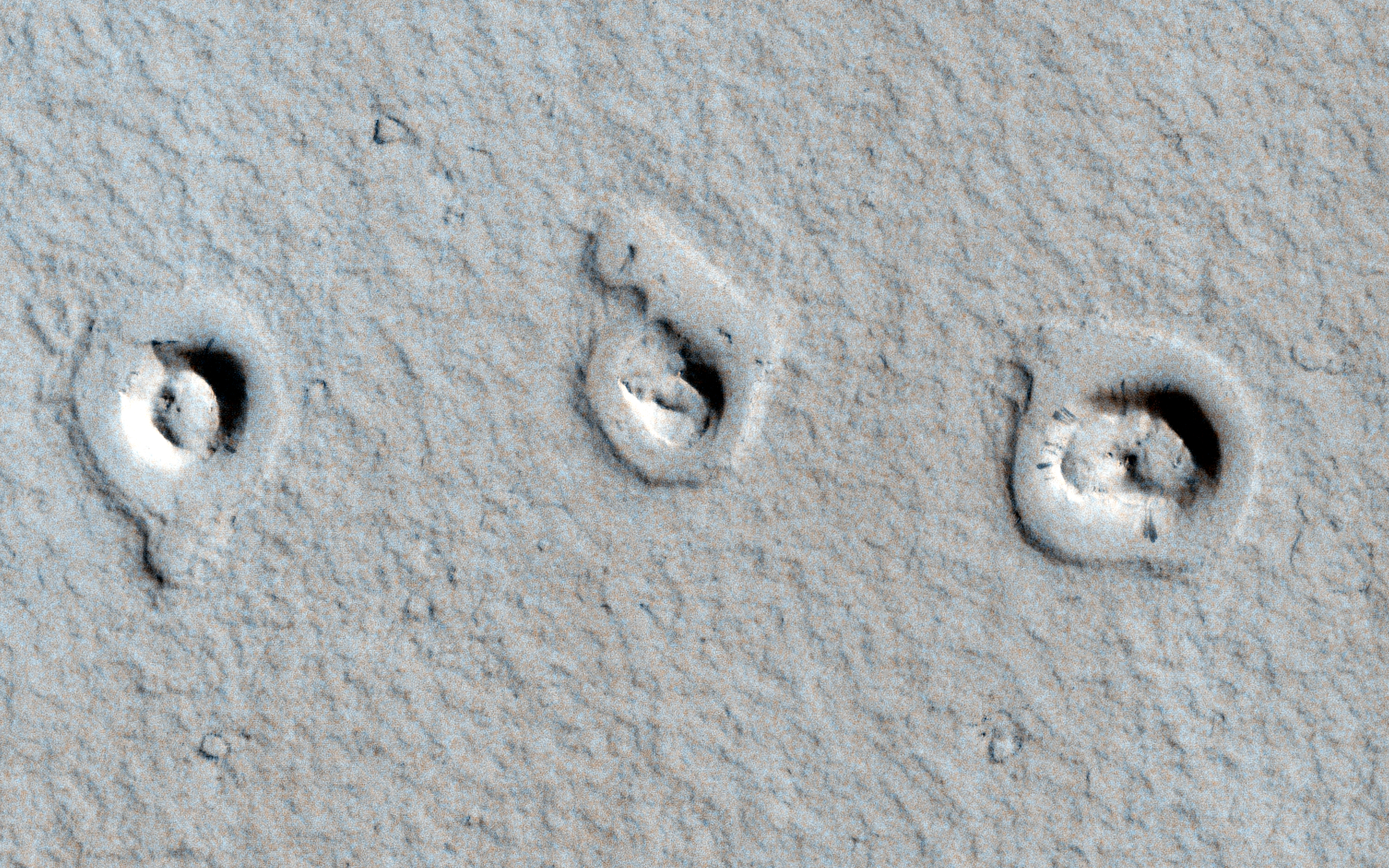
Pseudokraters op Mars

Een pseudokrater is een vulkanisch verschijnsel. Ze zijn te vinden op vulkanen en de omgeving daarvan, en komen vaak in onregelmatige groepen voor.
Pseudokraters lijken door hun opstaande rand qua vorm op gewone kraters, maar ze hebben geen kraterpijp die toegang tot een onderliggende magmakamer geeft. Pseudokraters ontstaan wanneer lava of hete as tijdens een vulkaanuitbarsting een meer, een waterbekken of waterhoudende grond (moeras, ijs) bedekt. Het water onder de hete lava of as in het bekken verdampt, maar kan doordat het is afgesloten niet weg. Daardoor neemt de druk enorm toe en baant de oververhitte stoom zich uiteindelijk met een explosieve kracht een weg omhoog, waardoor er een wal of ring van aarde ontstaat. Een pseudokrater wordt ook wel een schijnvulkaan genoemd.
Pseudokraters komen alleen op de planeet Mars en op  IJsland voor, met name bij Mývatn in het noorden, en bij Kirkjubæjarklaustur en bij Álftahver in het zuiden. Ook de Rauðhólar bij Reykjavík zijn pseudokraters.